# 台北都市圏
台北都市圏（タイペイとしけん、中国語：臺北都會區、臺北基隆大都會區）とは中華民国の首都台北市を中心に周囲の新北市と基隆市を包括した、台湾最大の都市圏である。
2018年9月現在、台北都市圏の人口は6,945,185人であり、台湾全国の約30%の人口が集中しており、総面積は2,436.0005平方キロメートルに及ぶ。これは、都市圏としては、世界第44位の規模である。

## 概要
最も一般的な定義による「台北都市圏」は中枢都市の台北市、基隆市及び、衛星都市の新北市で構成される。
| 都市       | 人口 （人、2018年9月） | 面積 （km²） | 人口密度 |
| ---------- | ---------------------- | ------------ | -------- |
| 台北市     | 2,672,092              | 271.7997     | 9,831    |
| 新北市     | 3,905,178              | 2,052.5667   | 1,903    |
| 基隆市     | 370,612                | 132.7589     | 2,792    |
| 台北都市圏 | 6,945,185              | 2,436.0005   | 2,851    |

台北市、基隆市、桃園市を台北都市圏（中国語: 臺北基隆桃園都會區）とする統計も存在する。

## 行政区画

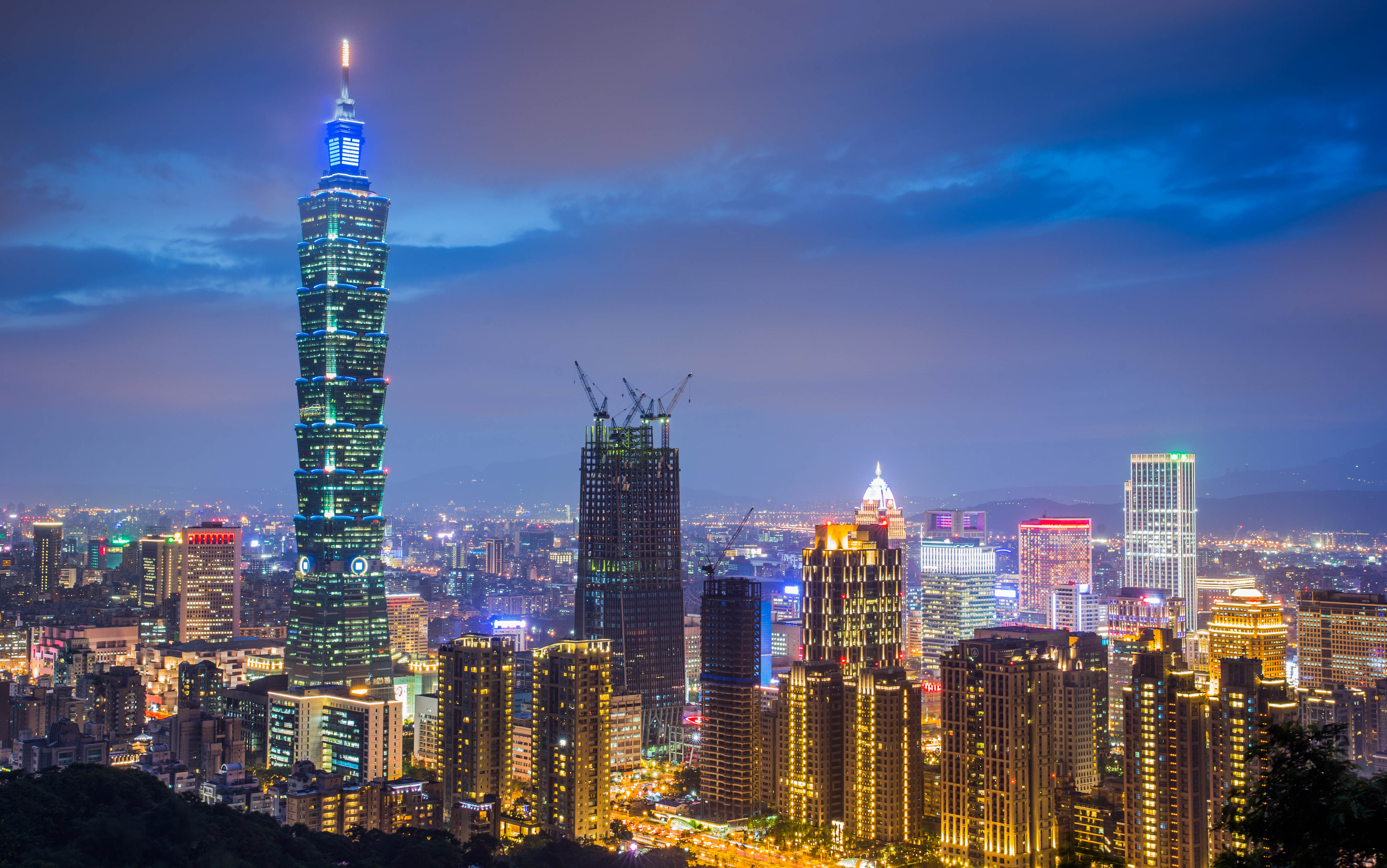
台北市の夜景

台北都市圏は、台北市全域（12区）、基隆市全域（7区）、および鶯歌区を除く新北市(28区)からなる。
| 西北部（三蘆、新莊） 人口約127.7万 面積153平方キロメートル - 新北市三重区 - 新北市蘆洲区 - 新北市新荘区 - 新北市泰山区 - 新北市五股区 - 新北市林口区 | 北部（大屯［陽明山］） 人口約78.8万 面積347平方キロメートル - 台北市北投区 - 台北市士林区 - 新北市八里区 - 新北市淡水区 - 新北市三芝区 - 新北市石門区          | 東部（基隆、七星） 人口約108.9万 面積756平方キロメートル - 台北市内湖区 - 台北市南港区 - 新北市金山区 - 新北市万里区 - 新北市汐止区 - 新北市瑞芳区 - 新北市貢寮区 - 新北市平渓区 - 新北市双渓区 - 基隆市仁愛区 - 基隆市中正区 - 基隆市信義区 - 基隆市中山区 - 基隆市安楽区 - 基隆市七堵区 - 基隆市暖暖区 |
| 西北部（三蘆、新莊） 人口約127.7万 面積153平方キロメートル - 新北市三重区 - 新北市蘆洲区 - 新北市新荘区 - 新北市泰山区 - 新北市五股区 - 新北市林口区 | 中心（旧台北市） 人口約144.6万 面積67平方キロメートル - 台北市大同区 - 台北市万華区 - 台北市中正区 - 台北市大安区 - 台北市信義区 - 台北市中山区 - 台北市松山区 | 東部（基隆、七星） 人口約108.9万 面積756平方キロメートル - 台北市内湖区 - 台北市南港区 - 新北市金山区 - 新北市万里区 - 新北市汐止区 - 新北市瑞芳区 - 新北市貢寮区 - 新北市平渓区 - 新北市双渓区 - 基隆市仁愛区 - 基隆市中正区 - 基隆市信義区 - 基隆市中山区 - 基隆市安楽区 - 基隆市七堵区 - 基隆市暖暖区 |
| 西南部（海山、三峽） 人口約172.3万 面積303平方キロメートル - 新北市板橋区 - 新北市中和区 - 新北市永和区 - 新北市土城区 - 新北市樹林区 - 新北市三峽区 | | 東部（基隆、七星） 人口約108.9万 面積756平方キロメートル - 台北市内湖区 - 台北市南港区 - 新北市金山区 - 新北市万里区 - 新北市汐止区 - 新北市瑞芳区 - 新北市貢寮区 - 新北市平渓区 - 新北市双渓区 - 基隆市仁愛区 - 基隆市中正区 - 基隆市信義区 - 基隆市中山区 - 基隆市安楽区 - 基隆市七堵区 - 基隆市暖暖区 |
| 南部（文山） 人口約62万 面積638平方キロメートル - 台北市文山区 - 新北市深坑区 - 新北市新店区 - 新北市石碇区 - 新北市烏来区 - 新北市坪林区            | | 東部（基隆、七星） 人口約108.9万 面積756平方キロメートル - 台北市内湖区 - 台北市南港区 - 新北市金山区 - 新北市万里区 - 新北市汐止区 - 新北市瑞芳区 - 新北市貢寮区 - 新北市平渓区 - 新北市双渓区 - 基隆市仁愛区 - 基隆市中正区 - 基隆市信義区 - 基隆市中山区 - 基隆市安楽区 - 基隆市七堵区 - 基隆市暖暖区 |